# 以利
以利（希伯來語：‎，羅馬化：Elī，羅馬化：Ēli），天主教譯名厄里，是希伯来圣经·撒母耳记中记载的一位示罗的大祭司，并且也是古代以色列王政开始以前最后的士师之一。

## 圣经记载
以利在圣经中首次出现，是在《撒母耳記上》第1章参。无子的妇女哈拿来到示罗圣殿中祷告求子，祭司以利在殿的门框旁边，坐在自己的位上。他看见哈拿只动嘴唇默祷，以为她喝醉了。在了解她的清醒以及祷告的动机后，为她祝福。哈拿回家后不久怀孕，生下儿子撒母耳，断奶后就送到殿中，交给以利进行教育。
以利的儿子何弗尼、非尼哈，也是祭司，作恶多端，甚至抢夺奉献的供物，以及在会幕门前与妇女苟合，并且不听以利的劝告。于是有神人来对以利预言说，他的全家要因此受到惩罚，所有人都要在进入老年之前就被刀剑所杀，其他家族的人要起来担任祭司。这咒诅要永远临到以利的后裔。其兆头就是他的兩个儿子要在同一天死去。 